# 据次タカシの憂鬱
『据次タカシの憂鬱』（すえつぐタカシのゆううつ）は、あどべんちゃらによる日本の4コマ漫画作品。『まんがタイムきららフォワード』（芳文社）にてVol.4から2014年3月号にかけて連載された。増刊時代からの連載としては最後まで残った作品であり、ストーリー漫画中心の同誌において数少ない4コマ漫画でもある。

## あらすじ
大学受験失敗後、丸2年間ニート生活に甘んじていたオタク、据次タカシはとうとう母親にブチ切れられ、嫌々ながらアルバイトをせざるを得なくなる。落ちようと思って受けたファミリーレストラン「カーミラ」の採用面接に受かってしまったタカシは、美少女に囲まれる羨ましい環境ながらも周囲の不当な過大評価に苦しむことになる。

## 登場人物

### メイン・キャラクター
据次 タカシ（すえつぐ タカシ）
本作の主人公。2月10日生まれの22歳。男性。血液型A型。趣味は読書と音楽鑑賞。
大学受験で2浪した後、2年間引きこもり同然の生活を続けていたため、とうとう母親に激怒され、ファミリーレストラン「カーミラ」でウェイターをする羽目になる。
内気で気弱な上、マンガ・アニメ・ゲームが大好きという典型的オタクであるが、職場ではやたらと過大評価され頼られるため、限界を超えたプレッシャーに豪快に吐血する日々が続く。なお有名進学校出身であるため物覚えは良く仕事の能力自体は高い方である。それゆえ後にフロアリーダーに昇格した。
しかし「カーミラ」唯一の男性クルーであり、特に男性客に人気の高いわかなと親しいため、「カーミラ」男性客からの評判は最悪である。
極度の近視のため眼鏡を着用しているが、外すとなかなかの美青年である。ただし外すと手元すら視認できなくなる。
またオタク特有のトラウマを多数抱えており、頻繁に悲惨な過去をフラッシュバックしては1人で悶々と苦しんでいる。そのマイナスオーラたるやエリの呪術の反作用を相殺して余りあるほどの出力を誇る。
基本的に運動音痴であるが、水泳だけはギャルゲーの影響で猛練習を積んだことがあるため得意である。
アルコールに弱くすぐ酔っ払ってしまうが、酔うとかえって機転が回るようになるため、千鶴には「一生酔っ払ってた方がいい」と言われる。
涼本 わかな（すずもと わかな）
本作のヒロイン。「カーミラ」の女子高生アルバイトでウェイトレスをしている。家族構成は父、母、妹。
内気で清楚な美少女で男性に人気が高く、「カーミラ」でも店外でも頻繁に告白されたりナンパされたりしているが、本人は極度の男性恐怖症で男性に触れただけで赤面してしまうほどであり、それがかえって男性の人気を呼ぶという悪循環にハマっている。
かつては男性に対するガードが甘く、よくパンチラしていたらしい。
本作品の御多分に洩れずタカシに対しては過大評価気味であり、頼れる年上の男として好感を抱いている模様である。しかし生来の男性恐怖症ゆえ恋愛事には疎く、やたらとタカシとくっつけようとする周囲には困惑気味である。
年中暴走気味の母と妹にトレイで突っ込むのが仕事の苦労人である。
三輪 いくみ（みわ いくみ）
わかなの女子高の友人であり、同じく「カーミラ」でウェイトレスをしている。
現実には珍しい「ボクッ娘」であり、ギャルゲーに精通しているタカシも初めて会った際には驚いていた。
明るく快活な性格で、「カーミラ」のムードメーカー的存在である。
例によってタカシのことは過大評価気味であり、男性としても好意を抱いているような素振りがあるが自覚はしておらず、タカシとわかなをカップルにしようと精を出している。
真咲 エリ（まさき エリ）
わかな、いくみの女子高の友人であり、同じく「カーミラ」でウェイトレスをしている。
寡黙でミステリアスな雰囲気のある少女であり、何を考えているか分かりづらいところがある。
呪術に精通しており、主にわかなに言い寄る男共やいくみに対して猛威を奮っているが、ノーリスクというわけではなく、たまに呪術の反作用に見舞われる日がある。その際にはありとあらゆる超常的な災厄が彼女に降りかかるが、タカシと触れ合うことによってマイナスとマイナスの相互作用によって災厄を打ち消すことが可能（しかし彼女を始めとした女性陣はタカシのプラスオーラによるものと過大評価している）。
無愛想だが友達想いな性格で、わかなが学校の男子にからかわれた際にはよく秘密裏に制裁していた模様である。
人形好きという少女らしい一面があり秋葉原のドール専門店に通っているが、その趣味は他人には知られたくないらしい。
タカシのことは過大評価しており、わかなとカップリングしようとしている。
柳瀬（やなせ）
「カーミラ」の女店長。下の名前は設定はしてあるそうだが、作者が出しそびれてしまったため、現在に至るまで不明である。
金髪ツインテールの幼児体型で実年齢は不詳。自動車の運転免許を保持している。
その外見ゆえ自動車を運転しているとかなりの確率で警察に止められる。
見た目とは裏腹に武士道精神を尊ぶ女傑で日本刀を所持しており、言葉遣いも男性口調である。
仕事には厳格な人物であり、男性クルーに対する要求基準も厳しいもので、タカシ以前に男性クルーが定着しなかったのはほぼ彼女の責任である。
本作品中もっともタカシのことを過大評価している人物で、タカシが何をやらかしても良い方向に解釈してくれる。そのため、さっさとクビになりたいタカシにとっては最大の天敵とも言える。もしタカシが見込み違いの人物であれば責任を取って腹を切る覚悟があるほど期待を寄せている。
ゴキブリが大の苦手で、料理も苦手のようである。
田中 千鶴（たなか ちづる）
「カーミラ」の社員で柳瀬店長の秘書を務める女性。
元ヤンキーで喧嘩が強く、弁護士資格も保有しており訴訟では負け知らずというスーパーウーマンである。彼女の「人間タワシの刑」は対象の精神と肉体に絶大なダメージを与えるが、刑の詳細は不明である。
タカシの入店当初、興信所を使ってタカシの身元を調査したため彼の実態を把握しており、登場人物中タカシを過大評価していない唯一の人物である。
そのため周囲の（主に店長の）タカシに対する幻想を壊さないようにするためタカシには厳しく当たり、店長とは別ベクトルでタカシ最大の天敵と呼べる。
ただしタカシが行き詰ったときには影でフォローしてくれることもある。
柳瀬店長とは長い付き合いで、彼女に対しては同性ながら友情や憧れを超えた感情を抱いているようであり、店長に優遇されるタカシには余計に厳しく当たる。
タカシ同様アルコールには弱く、酔うと説教が多くなり、また柳瀬店長がいかに素晴らしい人物かを延々と語り出す。
鞘森 まこと（さやもり まこと）
「カーミラ」の新人ウェイター。タカシの初めての後輩。
柳瀬店長の親戚に当たり、高校卒業と同時に柳瀬宅に押しかけてきたため、なし崩し的に「カーミラ」で働くことになった。
大学生ではあるが柳瀬の血縁だけあって外見は小学生にしか見えない。
ぶっきらぼうな性格と乱暴な口調もあいまって美少年と勘違いされがちであるが、れっきとした女性である。元はかなりの美少女であり、それゆえ数多の変態たちに付け狙われてきたため、カモフラージュのために男装している（制服も男性用のものを着用）。
根は素直な良い子なのだがやたらと攻撃的な人当たりのせいで当初の接客スキルは低いものだったが、タカシの指導で改善された（ことになっている）。

### サブ・キャラクター
据次母
タカシの母。オバサンパーマにふくよかな体型と典型的な肝っ玉母さん。
ニート状態のタカシを叱咤しアルバイトを始めさせた、この物語の始まりとも言える存在である。
二輪免許を所持しているようで、バイクやサイドカーなどを乗りこなす。
やり方は少々荒っぽいものの、息子の将来や女性関係を案じる良き母である。
若い頃は和服の似合う清楚な美女であった。
涼本母
「カーミラ」のクックリーダー（料理長）。わかなの母。眼鏡を着用している。
タカシを盛大に過大評価しており、「娘の彼氏と一緒にショッピングするのが夢」と公言している通り、タカシとわかなのカップリングに無尽蔵の情熱を燃やしている。
職場のみならず家庭内でもわかなに対しタカシの良さを吹き込んでいるが、大して効果があがっていないのが悩みの種である。
親子だけあって若い頃は今のわかなとそっくりの外見であった（ただし性格は変わらず）。
涼本 梨佳（すずもと りか）
わかなの妹。小学3年生。
クックリーダーが家庭内でもタカシの良さをこれでもかと言うほど吹聴したため、会ったこともないタカシに恋してしまった。
姉とは対照的に非常に積極的な性格で、タカシに対してストーカー級のアプローチを繰り返している（しかしタカシはオタクではあるがロリコンではないため、犯罪者と誤解されるのを恐れている）。
SV
ファミリーレストラン「カーミラ」グループ本部のSV（スーパーバイザー）。筋骨隆々とした中年男性でどこかアメリカンな口調で話す。
メイドをこよなく愛しており（自らもメイド服を着用する）、たまにタカシ達の支店に視察に来るものの毎度営業妨害ものの騒ぎを起こすため、柳瀬店長には煙たがられており頻繁に武力制裁を受けている（本人は喜んで制裁されている節もある）。
「カーミラ」をメイドハーレムにすることを夢見る野心家であり、そのため唯一の男性クルーであるタカシには敵意を抱いていた。しかしタカシの中に真のメイドスピリッツを見出してからは彼を同じ道を行く朋友と認め期待をかけるようになる（タカシは別にメイド萌えではなく、これもまた誤解による過大評価である）。
その性格ゆえ彼が男性クルーを高評価することなど滅多になく、それにより「カーミラ」グループ上層部においてもタカシの評価を跳ね上げている。
佐藤 秘応援（さとう ぴえーる）
「カーミラ」の他店舗に勤めているウェイターでSVの教え子。
二枚目で接客スキルも完璧、全国ウェイター選手権でも上位に入った凄腕ウェイターだが、自分を差し置いてSVに高く評価されているタカシを激しくライバル視している。
タカシのリーダーテストの際に直接対決し、「分身接客」や「礼食癒笑夢腹空圏」などの秘技を尽くしてタカシを圧倒するが、あまりに完璧すぎて客の目当てたる女性クルーの出番を奪ってしまい、そこをタカシに突かれて敗れ去った（ことになっている）。
綾名 綺羅（あやな きら）
「カーミラ」グループ北部地区店長。
「魅惑の美貌」（ミス・チャーム）の二つ名通りナイスバディの美女ではあるが、かなり問題のある性格でエリアトップの営業成績を誇る柳瀬を一方的にライバル視している。
その美貌を生かして100%の確率で他店の男性クルーを引き抜く強引な手法のため、柳瀬とは何かにつけ対立している。
上層部にも評判の良いタカシを引き抜こうと暗躍するが、まことをタカシと勘違いし、しかも重度のショタコンであるためまことに一目惚れしてしまう。
本作には珍しくタカシ自身を過大評価していない人物である（彼女は本物のタカシとは会ったことはない）。

## 単行本
芳文社より「まんがタイムKRコミックス」として刊行されている。
- 第1巻 - 2008年7月28日発売 ISBN 978-4-8322-7716-8
- 第2巻 - 2009年8月11日発売 ISBN 978-4-8322-7830-1
- 第3巻 - 2010年9月11日発売 ISBN 978-4-8322-7940-7
- 第4巻 - 2012年1月12日発売 ISBN 978-4-8322-4101-5
- 第5巻 - 2012年12月12日発売 ISBN 978-4-8322-4234-0
- 第6巻 - 2014年3月12日発売 ISBN 978-4-8322-4415-3